# 渥太华泰坦
渥太华泰坦队是一支位于安大略省渥太华的职业棒球队。 他们是独立的先锋联盟的成员，他们在渥太华棒球场（Raymond Chabot Grant Thornton 公园）打主场比赛。他们成为该市继国际联盟的渥太华巨人队、渥太华运动家队和渥太华山猫队、加美联盟的渥太华拉皮兹队和渥太华冠军队以及县际棒球联盟的渥太华肥猫队之后的第七支职业棒球队。

## 历史
2019 赛季结束后， 加美联盟与先锋联盟合并，在加美联盟的渥太华冠军队解散。 2020 年 9 月，先锋联盟决定扩展到渥太华，宣布联盟将授予由温尼伯前市长、美国独立职业棒球协会温尼伯金眼队老板山姆·卡茨 ( Sam Katz ) ，和渥太华体育娱乐集团，拥有渥太华67冰球队和加拿大橄榄球联盟的渥太华红黑队领导的团队特许经营权。   
2020 年 10 月 6 日，渥太华宣布史蒂夫·布鲁克为球队的首任经理。布鲁克此前曾在 2010 年至 2019 年期间管理过边境联盟的河城流氓队。在他掌舵的九个赛季中，包括 2010 年和 2019 年的冠军，他带领流氓队取得了 488-373 的战绩。  2020 年 12 月，渥太华宣布球队名称为渥太华泰坦队，  以及渥太华体育队伍传统的球队颜色，如渥太华红黑队、渥太华 67 队和渥太华参议员。 
2021 年 4 月 22 日，先锋联盟宣布，由于持续的COVID-19 大流行导致加拿大-美国边境的长期关闭，先锋联盟的三支球队将不会参加 2021 赛季的比赛。魁北克的两只先锋联盟球队组成了Équipe Québec 的巡回球队，只在美国比赛。泰坦队打算在 2022 年的首个赛季重返赛场。 
2021 年 10 月，在签订为期一年的合同的史蒂夫·布鲁克到期之后，鲍比·布朗被聘为 2022 赛季的泰坦队经理。 